# Taira no Masakado
Taira no Masakado (平 将門) é considerado o primeiro samurai, viveu no Período Heian no Japão. Liderou uma rebelião contra o governo central de Kyoto.

## História
Masakado nasceu de uma família nobre, o Clã Taira. Quando jovem serviu a corte imperial na capital, e depois de sair de lá tornou-se um aristocrata das províncias do leste do Japão, a nordeste da moderna Tóquio.
Sua vida foi relatada em Shōmonki ("As Crônicas de Masakado"), concluído em 940 (embora as primeiras cópias sobreviventes datem de 1099) por um autor anônimo.
A Insurreição Taira organizada por Masakado  (939-940), conhecida no Japão como Jōhei-Tengyo no Ran (承平天慶の乱, , Guerra Johei/Tengyo) que ocorreu durante o governo do Imperador Suzaku (朱雀天皇, [, 922-952] Erro: {{japonês}}: texto da transliteração contém caractere não latino (pos 9) (ajuda)), está entre os episódios mais dramáticos no início da história dos samurais. Coincidindo com terremotos, arco-íris e eclipses lunares na capital; revoltas no norte, e distúrbios de piratas no oeste, que colocou a corte e a capital em pânico, e chegou ao clímax, de acordo com a maioria das versões históricas, com o protagonista exigindo para si o título de "Novo Imperador". Muitos historiadores avaliam que o incidente foi prenúncio das transformações que nos Séculos XII, XIII e XIV, passo a passo, inaugurou a era medieval samurai.
A guerra começou no segundo mês de 935, quando Masakado foi subitamente emboscado por um outro guerreiro de destaque local, Minamoto Tasuku,  em um lugar chamado Nomoto, perto da fronteira das Províncias de Hitachi, Shimotsuke, Musashi, e Shimōsa. Tasuku era o filho mais velho de Minamoto Mamoru, um poderoso guerreiro e funcionário do governo de Hitachi. A razão para o seu rancor contra Masakado não é clara, mas sua decisão de persegui-lo colocou em movimento uma cadeia complexa e importante de eventos. Em poucos de meses Masakado teve que travar batalha com vários membros do clã Minamoto.
Embora surpreendido Masakado derrotou Tasuku, e depois contra-atacou, queimando e saqueando as casas e propriedades dos simpatizantes de Tasuku por todo sudeste de Hitachi e abate de milhares de moradores desta região. Entre as vítimas mais importantes da Batalha de Nomoto e sua sequência brutal estavam o próprio Tasuku, seus irmãos Takashi (源隆) e Shigeru (源繁), e ainda Taira Kunika (平国香), que era cunhado de Tasuku e tio de  Masakado. Estas mortes levaram Masakado a sofrer oposição de seu sogro Taira Yoshikane (平義兼), de parte do Clã Minamoto e do filho de Kunika, Taira Sadamori (平貞盛).
Durante os próximos quatro anos Masakado fez um grande esforço para permanecer dentro dos limites da lei imperial. No nono mês de 936, ele recebeu uma intimação para comparecer na Corte para responder às acusações movidas por Minamoto Mamoru, mas foi capaz de convencer o Departamento de Polícia Imperial e o Conselho de Estado que havia circunstâncias atenuantes para suas ações, e escapou punição . Dois meses depois, ele foi perdoado inteiramente, quando a Corte declarou uma anistia geral para comemorar o aniversário do imperador. Masakado voltou para sua casa na cidade de Iwai em Shimōsa, mas logo sofreu o ataque das tropas de Taira Yoshikane. As tropas de Yoshikane cercaram a região pouco antes do amanhecer, sitiando Masakado. Surpreendentemente, Masakado conseguiu romper o cerco fazendo  Yoshikane recuar e matando mais da metade de tropas dele. Yoshikane conseguiu escapar, mas morreu um ano e meio depois de uma doença não identificada., em 937. Enquanto isso, Masakado conseguiu uma permissão do Conselho de Estado para realizar as prisões de seus opositores (Yoshikane, Mamoru, Sadamori, e outros) a fim de manter a paz.
No início de 938, no entanto, Masakado recebeu uma segunda intimação do Conselho de Estado para ser interrogado sobre outra briga sua com seu primo Sadamori. Mas desta vez ele ignorou a ordem imaginando que o mandado de 937 contra Sadamori ainda estava em vigor, Masakado liderou as tropas para o atacar o complexo do governo provincial de Hitachi para prender seu primo, mas Sadamori escapou antes de ele chegar, e se escondeu nas montanhas por vários meses.
Em 939, Masakado voltou a Hitachi com uma grande força militar para pleitear o governo provincial, em nome de um de seus seguidores. Não se sabe o que aconteceu, mas Masakado acabou invadindo a sede do governo de Hitachi e tomou o poder da província. Com este ato, o caso de Masakado deixou de ser uma simples contenda entre senhores feudais e se tornou um caso federal, pois a ocupação de uma província por força militar sem a permissão imperial era considerado um ato de revelia e um crime imperdoável contra o Estado. Sem possibilidade de recuo, Masakado preferiu seguir adiante e começou a tomar o poder das Províncias de Shimotsuke, Musashi, Awa, Sagami e Izu, chegando a ponto de dominar nove Províncias com sua força militar. O motivo que teria levado Taira Masakado, a invadir as outras províncias é incerto. As versões românticas dizem que Masakado teria a intenção de unificar o leste do Japão e se tornar um novo Imperador, todavia, outros acreditam que, consciente de que seria condenado pela invasão da Província de Hitachi, Masakado teria decidido tomar outros territórios, aproveitando do fato de que o país estava abalado pela peste, pelos terremotos em Quioto e pelos ataques de piratas. Se mostrasse ter o comando de uma grande força militar que não seria fácil de ser combatida, o governo poderia repensar sobre um contra-ataque, propor um acordo e lhe conceder o perdão se ele aceitasse dispersar suas tropas.
Porém, no início do ano de 940, o chanceler Fujiwara no Tadahira (藤原忠平, [, 880-959] Erro: {{japonês}}: texto da transliteração contém caractere não latino (pos 9) (ajuda)), chefe do Departamento de Estado, ordenou que Taira Masakado e suas tropas deveriam ser destruídos, e começou a equipar um exército para este fim. Logo, Fujiwara ganhou o apoio de seu primo Fujiwara no Hidesato (藤原秀郷, , político e tido como um dos mais hábeis senhores da guerra de sua época) e do próprio Taira Sadamori. O exército imperial em número muito maior, começou a aniquilar as tropas rebeldes, que foram sendo forçadas a recuar gradativamente. Cinquenta e nove dias depois, Masakado foi acuado para o noroeste da Província de Shimosa, durante a chamada Batalha de Kojima, onde foi morto por Sadamori, tendo sua cabeça decepada e levada à capital onde foi pendurada para exibição fora do mercado do leste.
Segundo a lenda,a cabeça levantou voo por conta própria, e aterrizou em Shibasaki, uma pequena vila de pescadores na beira do mar e onde seria edificada mais tarde Edo, que se tornará Tóquio.
Taira no Masakado foi enterrado. Seu kubizuka, ou túmulo, está localizado na atual seção Otemachi de Tóquio, em uma colina que saia da Baía de Tóquio. Com o assoreamento da baia ao longo dos séculos hoje a margem da baia está a três quilômetros ao sul.

## Deificação
Ao longo dos séculos, Taira no Masakado se tornou um herói e até mesmo um semideus para os moradores que ficaram impressionados por sua posição contra o governo central, enquanto, ao mesmo tempo, o temem e sentem a necessidade de apaziguar seu espírito malévolo. As fortunas de Edo e Tóquio pareciam aumentar e diminuir proporcionalmente com relação ao movimento do santuário construído em seu kubizuka - a negligência seria seguida por desastres naturais e outros infortúnios. Assim, ainda nos dias de hoje, o santuário está bem conservado, ocupando algumas das terras mais caras no distrito financeiro de Tóquio, perto do Palácio Imperial.

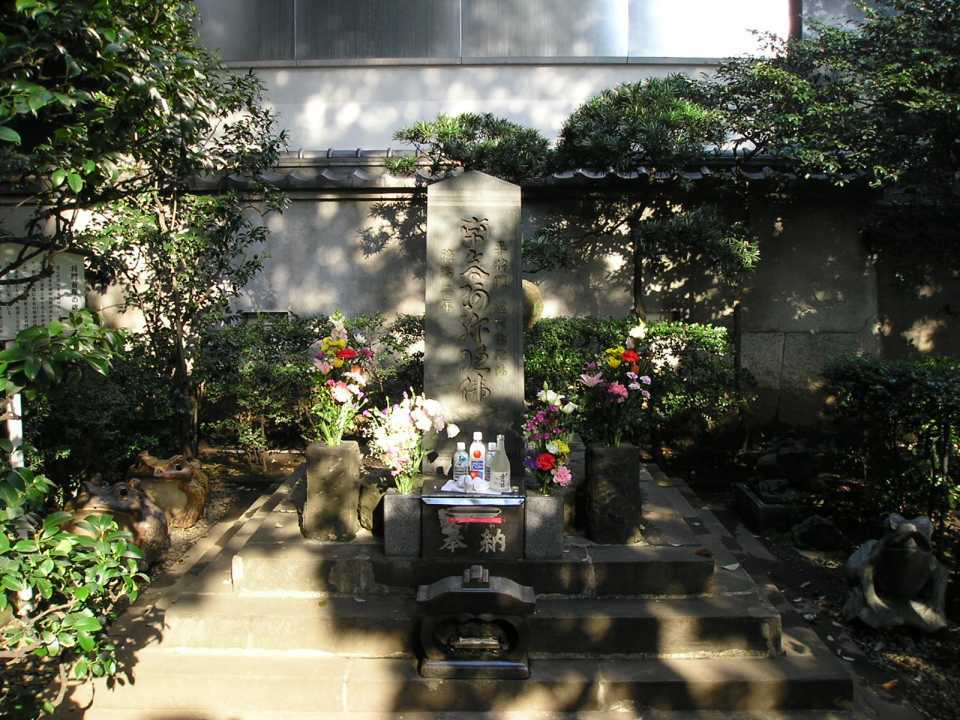
O local de descanso final da cabeça do lendário Taira no Masakado, perto do Palácio Imperial de Tóquio